# Toma Simionov
Toma Simionov (Caraorman, 30 de octubre de 1955) es un deportista rumano que compitió en piragüismo en la modalidad de aguas tranquilas.
Participó en dos Juegos Olímpicos de Verano en los años 1980 y 1984, obteniendo un total de tres medallas, dos de oro y una de plata. Ganó diez medallas en el Campeonato Mundial de Piragüismo entre los años 1978 y 1983.

## Palmarés internacional
| Juegos Olímpicos   | Juegos Olímpicos             | Juegos Olímpicos  | Juegos Olímpicos |
| Año                | Lugar                        | Medalla           | Evento           |
| ------------------ | ---------------------------- | ----------------- | ---------------- |
| 1980               | Moscú (URSS)                 | Medalla de oro    | C2 1000 m        |
| 1984               | Los Ángeles (Estados Unidos) | Medalla de plata  | C2 500 m         |
| 1984               | Los Ángeles (Estados Unidos) | Medalla de oro    | C2 1000 m        |
| Campeonato Mundial |                              |                   |                  |
| Año                | Lugar                        | Medalla           | Evento           |
| 1978               | Belgrado (Yugoslavia)        | Medalla de bronce | C2 500 m         |
| 1978               | Belgrado (Yugoslavia)        | Medalla de plata  | C2 1000 m        |
| 1978               | Belgrado (Yugoslavia)        | Medalla de plata  | C2 10 000 m      |
| 1979               | Duisburgo (RFA)              | Medalla de bronce | C2 1000 m        |
| 1981               | Nottingham (Reino Unido)     | Medalla de oro    | C2 1000 m        |
| 1981               | Nottingham (Reino Unido)     | Medalla de plata  | C2 10 000 m      |
| 1982               | Belgrado (Yugoslavia)        | Medalla de bronce | C2 1000 m        |
| 1982               | Belgrado (Yugoslavia)        | Medalla de oro    | C2 10 000 m      |
| 1983               | Tampere (Finlandia)          | Medalla de oro    | C2 1000 m        |
| 1983               | Tampere (Finlandia)          | Medalla de plata  | C2 10 000 m      |